# پژواک (آلبوم چندآهنگه)
پژواک (انگلیسی: Echo) دومین آلبوم چندآهنگه (ئی‌پی) از جین، خواننده اهل کره جنوبی و عضو گروه بی‌تی‌اس است که در ۱۶ مه ۲۰۲۵ توسط بیگ هیت میوزیک منتشر شد.

## پیش‌زمینه و انتشار
پژواک در ۱۵ آوریل ۲۰۲۵ معرفی شد. بیگ هیت میوزیک تأیید کرد که این آلبوم شامل هفت قطعه خواهد بود و در ۱۷ آوریل اعلام شد که تک‌آهنگ آغازین آن با عنوان «Don't Say You Love Me» منتشر خواهد شد. جین همچنین در ترانهٔ «Loser» با یه‌نا همکاری کرده است.
در حمایت از این آلبوم، جین نخستین تور جهانی انفرادی خود را با عنوان تور ران‌سوک‌جین ئی‌پی برگزار خواهد کرد.

## آهنگسازی
پژواک شامل هفت قطعه است و به عنوان یک آلبوم پاپ راک توصیف شده که تحت تأثیر سبک‌های مختلفی از جمله «سینث پاپ دهه هشتادی»، کانتری و زیرشاخه‌های گوناگون راک مانند بریت راک، پاپ پانک، کانتری راک، متال و آلترناتیو راک قرار دارد. از نظر مضمونی، پژواک بازتابی از دیدگاه جین به تجربه‌های جهانی زندگی تلقی شده و این آلبوم چندآهنگه «احساسات روزمره را با گرما و صداقت به تصویر می‌کشد».

## بازخورد منتقدان
| بررسی انتقادی | بررسی انتقادی |
| منبع          | رتبه‌بندی      |
| ------------- | ------------- |
| کلش           | ۸/۱۰          |
| ان‌ام‌ئی        | [ ۵ ]         |
| رولینگ استون  | [ ۷ ]         |

ماریا لتیشیا گومز د کلش این آلبوم را اثری درون‌نگر و منسجم توصیف کرده و اجرای احساسی جین را نقطه قوت اصلی آن دانسته است. راب شفیلد از رولینگ استون به پژواک امتیاز سه و نیم از پنج داده و آن را «آلبومی گسترده و رمانتیک» توصیف کرده که با «اعتماد به نفس ستاره‌ای که انگار هرگز از صحنه دور نبوده» تعریف می‌شود.
ریان دیلی از ان‌ام‌ئی نیز در نقدی با لحن ترکیبی، هرچند تحسین‌برانگیز از بابت اجرای احساسی آوازها، اما به کیفیت ناپایدار موسیقی آلبوم اشاره کرده و نوشته: «همه چیز به خوبی عمل نمی‌کند».

## جدول‌های موسیقی
| جدول (۲۰۲۵)                            | بالاترین جایگاه |
| -------------------------------------- | --------------- |
| آلبوم‌های اتریشی (آلبوم‌های او۳)         | ۷               |
| آلبوم‌های بلژیکی (اولتراتاپ فلاندرز)    | ۵۶              |
| آلبوم‌های بلژیکی (اولتراتاپ والونیا)    | ۲۳              |
| آلبوم‌های فرانسوی (اس‌ان‌ئی‌پی)            | ۳۰              |
| آلبوم‌های آلمانی (۱۰۰ آلبوم برتر رسمی)  | ۱۵              |
| آلبوم‌های یونانی (آی‌اف‌پی‌آی)             | ۶               |
| آلبوم‌های ترکیبی ژاپنی (اوریکون)        | ۲۰              |
| آلبوم‌های داغ ژاپنی (بیلبورد ژاپن)      | ۳۶              |
| آلبوم‌های لیتوانی (آگاتا)               | ۱۱              |
| آلبوم‌های نیوزیلند (آرام‌ان‌زی)           | ۲۹              |
| آلبوم‌های اسکاتلندی (شرکت جدول‌های رسمی) | ۱۰              |
| آلبوم‌های کره جنوبی (سرکل)              | ۲               |
| آلبوم‌های سوئیسی (جدول موسیقی سوئیس)    | ۱۲              |
| آلبوم‌های بریتانیا (شرکت جدول‌های رسمی)  | ۶۳              |
| بیلبورد ۲۰۰ ایالات متحده               | ۳               |